# George Bailey Sansom
Sir George Bailey Sansom KCMG (* 28. November 1883 in London; † 8. März 1965 in Tucson, Arizona) war ein Historiker des prämodernen Japan, der insbesondere für seine historischen Übersichten und seine Aufmerksamkeit für die japanische Gesellschaft bekannt ist.

## Leben
In Kent geboren und in Frankreich ausgebildet, diente er zuerst 1904 in Japan als Berater und Repräsentant des Vereinigten Königreichs und setzte seine Karriere in ähnlichen Positionen für annähernd 44 Jahre fort. 1935 zum Ritter geschlagen, diente er als Mitglied des Stabes des britischen Konsulats in Japan von 1939 bis 1941. Er wurde nach Washington, D.C. gesandt und dann nach Singapur als der Krieg 1941 bevorstand, und sprach mit einigen der höchsten Offiziellen der britischen Royal Navy am Tag vor dem Untergang der Kriegsschiffe HMS Repulse und HMS Prince of Wales, Ereignisse, die den Beginn des Pazifikkrieg für das Vereinigte Königreich markierten. Er kehrte nach Washington, D.C. zurück und blieb dort den ganzen Zweiten Weltkrieg über. Sansom lehrte später an der Columbia University (1947–1953) und trat in Palo Alto, Kalifornien, in den Ruhestand. 
Als Gelehrter für japanische Geschichte und Gesellschaft hatte er vertrauten Umgang mit vielen anderen Gelehrten, einschließlich Helen Craig McCullough, der Fakultät der Stanford University und der School of Oriental and African Studies in London, und vielen anderen.
Er galt weithin als jemand, der seine eigenen Ansichten aus seinen historischen Schriften heraushielt. Mehr über seine eigenen Ansichten und seinen Charakter wurde in den von seiner Frau Katharine Sansom 1972 veröffentlichten Memoiren offenbart. Das Buch besteht hauptsächlich aus von Sir George geschriebenen Briefen und Dokumenten sowie Erinnerungen seiner Frau, diese Memoiren verraten viel über seine Biographie, insbesondere zu seinen Erfahrungen in Japan vor dem Zweiten Weltkrieg.

## Werke
- The Tsuredzure Gusa of Yoshida No Kaneyoshi. Being the meditations of a recluse in the 14th Century (1911)
- An Historical Grammar of Japanese (1923).
- Japan: a Short Cultural History (1931) (ISBN 0-2142-0217-8).
- Trade conditions in the Philippine Islands: Report (1933).
- Postwar Relations with Japan (Secretariat paper, 1942).
- The Western World and Japan (1951) (ISBN 0-8048-1510-0).
- A History of Japan to 1334 (1958) (ISBN 0-8047-0523-2).
- A History of Japan, 1334–1615 (1961) (ISBN 0-8047-0525-9).
- A History of Japan, 1615–1867 (1963) (ISBN 0-8047-0527-5).
- Japan in World History.
- The Reminiscences of Sir George Sansom.

## Namensvarianten
George Bailey Sansom, George B. Sansom, George Sansom